# Пласа, Пако
Фра́нсиско Пла́са Тринидад (исп. Francisco Plaza Trinidad, или просто Па́ко Пла́са исп. Paco Plaza; род. 8 февраля 1973 года, Валенсия, Испания) — испанский режиссёр, актёр и сценарист родом из Валенсии, проживающий в Барселоне.

## Биография
Окончил педагогический факультет Университета Валенсии, также является дипломированным режиссёром Школы кинематографа и радиовещания Мадрида (ECAM). Первой его работой в кинематографе стал не очень удачный короткометражный фильм «Тропизмы». Известность к нему пришла после выхода на экран фильмов «Ромасанта: Охота на оборотня» и «Второе время». После мирового успеха еще двух фильмов в жанре ужасов «Репортаж» и «Репортаж из преисподней» он решил самостоятельно срежиссировать приквел «Репортаж: Генезис», доверив коллеге Жауме Балагеро заняться сиквелом франшизы «Репортаж: Апокалипсис».

## Фильмография
| Год  | Русское название              | Оригинальное название            | Роль      | Примечания                                                                           |
| ---- | ----------------------------- | -------------------------------- | --------- | ------------------------------------------------------------------------------------ |
| 1995 | Тропизмы                      | Tropismos                        |           | короткометражный фильм; художник по костюмам, продюсер, монтажёр                     |
| 1996 | Таунхаусы                     | Adosados                         | муж       | актёр                                                                                |
| 1997 | Тарзан в кафе Лиссабона       | Tarzán en el Café Lisboa         |           | короткометражный фильм; сценарист, продюсер, монтажёр                                |
| 1999 | Дедушка и бабушка             | Abuelitos                        |           | короткометражный фильм; режиссёр                                                     |
| 2001 | Пазлы                         | Puzzles                          |           | короткометражный фильм; режиссёр                                                     |
| 2002 | Забудьте все. Фильм           | O. T. La película                |           | режиссёр                                                                             |
| 2002 | Второе имя                    | El segundo nombre                |           | режиссёр (совместно с Жауме Балагеро)                                                |
| 2004 | Ромасанта: Охота на оборотня  | Romasanta. La caza de la bestia  |           | режиссёр                                                                             |
| 2007 | Репортаж                      | [Rec]                            |           | режиссёр (совместно с Жауме Балагеро), сценарист (совместно с Жауме Балагеро)        |
| 2008 | Карантин                      | Quarantine                       |           | сценарист                                                                            |
| 2009 | Репортаж из преисподней       | [Rec]2                           | зомби     | режиссёр (совместно с Жауме Балагеро), сценарист (совместно с Жауме Балагеро), актёр |
| 2009 | Очень испанское кино          | Spanish Movie                    | муниципал | актёр                                                                                |
| 2009 | Мне очень жаль, я люблю тебя  | Lo siento, te quiero             |           | продюсер                                                                             |
| 2010 | Медовый месяц, кровные узы VI | Luna di miele, luna di sangue VI |           | короткометражный фильм; режиссёр, сценарист                                          |
| 2010 | Карантин 2: Терминал          | Quarantine 2: Terminal           |           | сценарист                                                                            |
| 2012 | Репортаж: Генезис             | [Rec]3: Génesis                  |           | режиссёр, сценарист                                                                  |
| 2017 | Уиджи: Проклятие Вероники     | Verónica                         |           | режиссёр, сценарист (совместно с Фернандо Наварро)                                   |
| 2019 | Око за око                    | Quien a hierro mata              |           | режиссёр                                                                             |

| Год  | Русское название                    | Оригинальное название    | Роль               | Примечания                                                                      |
| ---- | ----------------------------------- | ------------------------ | ------------------ | ------------------------------------------------------------------------------- |
| 1984 | Три кинотеатра                      | Cinema 3                 | играет самого себя | актёр                                                                           |
| 1990 | Кузнец-мятежник                     | La forja de un rebelde   |                    | актёр                                                                           |
| 1991 | Дни кино                            | Días de cine             | играет самого себя | актёр                                                                           |
| 2001 | Расскажи мне                        | Cuéntame como pasó       | серый полицейский  | актёр                                                                           |
| 2004 | Взгляд 2                            | Miradas 2                | играет самого себя | актёр                                                                           |
| 2005 | Хороший источник                    | Buenafuente              | играет самого себя | актёр                                                                           |
| 2005 | Во второй половине дня              | La tarda                 | играет самого себя | актёр                                                                           |
| 2005 | Фильмы, которые не дадут вам уснуть | Películas para no dormir |                    | телевизионный фильм — эпизод «Новогодняя история» (Cuento de navidad); режиссёр |

## Награды и номинации
| Год  | Премия                                                | Номинация | Номинированная работа        | Результат |
| ---- | ----------------------------------------------------- | --- | ---------------------------- | --------- |
| 2000 | Брюссельский кинофестиваль фантастических фильмов     | Премия Canal+ Бельгия                                                                                                 | Дедушка и бабушка            | Победа    |
| 2002 | Кинофестиваль в Ситжесе                               | Лучший фильм | Ромасанта: Охота на оборотня | Номинация |
| 2002 | Кинофестиваль в Ситжесе                               | Серебряный гран-при за лучший европейский фантастический фильм (англ. Grand Prize of European Fantasy Film in Silver) | Ромасанта: Охота на оборотня | Победа    |
| 2003 | Cinenigma — Международный кинофестиваль в Люксембурге | Золотой гран-при за лучший европейский фантастический фильм (англ. Grand Prize of European Fantasy Film in Gold)      | Второе время                 | Номинация |
| 2003 | Международный кинофестиваль в Порто                   | Награда иностранному фантастическому фильму в номинации «Лучший фильм»                                                | Второе время                 | Номинация |
| 2004 | Малагский кинофестиваль                               | Премия «Золотая биснага»                                                                                              | Ромасанта: Охота на оборотня | Номинация |
| 2004 | Кинофестиваль Fant-Asia                               | Приз жюри — Лучший иностранный фильм (третье место)                                                                   | Ромасанта: Охота на оборотня | Победа    |